# Бомбардовање Алексинца 1999.
Бомбардовање Алексинца 1999. се догодило у току НАТО бомбардовања Савезне Републике Југославије. У току НАТО бомбардовања СРЈ, град Алексинац је бомбардован у два наврата. Од последица ових ваздушних напада погинуло је 14 цивила, а преко 50 је повређено. Уништено је више десетина стамбених објеката, здравствене установе и привредни објекти.

## Хронологија напада

### 5. април
Најтеже бомбардовање Алексинца десило се 5. априла 1999. У 21ː35 бомбардован је цивилни део града. Са седам пројектила погођене су две централне градске улице. Погинуло је 11 цивила, а 50 задобило телесне повреде. Уништено је 700 стамбених објеката, а знатно оштећена, поред осталих и зграда Дома здравља и Хитне помоћи. Уништено је 35 породичних кућа и 125 станова, аутобуска станица и привредни објекти Конфекција „Морава”, „Бетоњерка” и Угоститељско-туристичко предузеће. Једна од бомби је са лица земље збрисала Улицу Душана Тривунца са шест породичних кућа, а десет је уништено у Улици Вука Караџића.

### 28. мај
Алексинац је поново бомбардован у ноћи 27. на 28. мај 1999. Од последица овог бомбардовања, погинуло је троје цивила. Срушено је на десетине кућа и зграда, уништени су скоро сви привредни објекти.

## Реакције
Представници НАТО-а у Бриселу су светској јавности су бомбардовања Алексинца 5. априла 1999. правдали "техничком грешком", тврдећи да је мета била касарна надомак града.
Канадски генерал Луис Мекензи је тада по обиласку рушевина изјавио: "Злочин је почињен над цивилним становништвом, над мирним грађанима, у њиховим породичним домовима, на просторима где нема апсолутно ниједног војног објекта".
Након разорног бомбардовања које је задесило Алексинац 5. априла 1999, у делу светске јавности овај град је називан „српском Хирошимом”.